# Gouvernement luxembourgeois en exil
Pour les articles homonymes, voir Gouvernement en exil.
Monarchie en exil
Gouvernement Dupong-Krier Gouvernement de la Libération
Le gouvernement luxembourgeois en exil (en luxembourgeois Lëtzebuerger Exilregierung ; en allemand Luxemburgische Exilregierung) est le gouvernement du Luxembourg en fonction du 10 mai 1940 au 23 septembre 1944, au cours de la Seconde Guerre mondiale.

## Composition
| Portefeuille | Titulaire | Titulaire     | Parti |
| --- | --------- | ------------- | ----- |
| Ministre d'État Président du gouvernement (Administration centrale, Force armée, Finances, Assistance publique) |           | Pierre Dupong | RP    |
| Ministre des Affaires étrangères (Viticulture, Arts et Sciences ; Intérieur a.i.)                               |           | Joseph Bech   | RP    |
| Ministre de la Prévoyance sociale et du Travail (Mines)                                                         |           | Pierre Krier  | AP    |
| Ministre de la Justice (Travaux publics, Transports, Électricité)                                               |           | Victor Bodson | AP    |

## Le départ
Lors de l’invasion allemande, le 10 mai 1940, la grande-duchesse et son gouvernement choisissent le chemin de l’exil. Le déclenchement de la Seconde Guerre mondiale (1er septembre 1939) et la « drôle de guerre » qui s’ensuivit avaient laissé prévoir une violation de la neutralité luxembourgeoise, de sorte que le gouvernement en conseil décida de partir en exil en cas d’agression et d’occupation complète du pays par les armées hitlériennes. Si le départ de la souveraine et des ministres correspond à une décision prise d’avance, il est néanmoins mal préparé. Le gouvernement ne laisse ni déclaration écrite expliquant les raisons de sa fuite à une population désemparée, ni des instructions pour la commission chargée d’assurer l’administration provisoire du pays. Ce départ hâtif s’explique-t-il par la volonté de garder secrètes les intentions gouvernementales jusqu’au dernier moment ou est-il simplement dû à la précipitation des événements ? En effet, l’avancée des troupes allemandes est à tel point foudroyante qu’un des ministres, Nicolas Margue, est rattrapé par l’envahisseur. Afin de ne pas compromettre l’action de ses collègues, il informe la Chambre qu’en raison des circonstances, il se voit obligé de renoncer provisoirement à l’exercice de ses fonctions de ministre. Le gouvernement s’établit d’abord à Paris, puis devant l’imminence de la défaite française, fuit au Portugal. Entre-temps, au Luxembourg, une Commission administrative composée de conseillers de gouvernement et présidée par
Albert Wehrer entre en fonction. Elle essaie de combler le vide laissé par le départ de l’exécutif et espère trouver un arrangement avec les autorités militaires allemandes. La Commission administrative et la Chambre des députés lancent même un appel à la Grande-Duchesse, lui demandant de revenir au Luxembourg. Les autorités luxembourgeoises restées au pays n’ont pas encore abandonné l’espoir que dans le nouvel ordre européen dominé par l’Allemagne hitlérienne, le Grand-Duché pourra garder son indépendance. À Lisbonne, le mois de juillet se passe dans le doute. Alors que Dupong et la souveraine penchent pour le retour, Bech est réticent. L’annexion de fait du Luxembourg par l’Allemagne met brutalement fin aux hésitations. Le 29 juillet 1940, Gustav Simon, gauleiter du Gau Coblence-Trèves, est nommé Chef der Zivilverwaltung au Luxembourg. Toutes les institutions de l’État luxembourgeois sont supprimées. La Grande-Duchesse et le gouvernement décident de rejoindre définitivement le camp des Alliés et optent pour un double siège. La famille grand-ducale, Pierre Dupong et, dans un premier temps, Victor Bodson s’établissent à Montréal, ville francophone à proximité des États-Unis. Joseph Bech et Pierre Krier restent à Londres, qui est le siège d’autres gouvernements en exil, notamment ceux de Belgique et des Pays-Bas.

## La politique extérieure

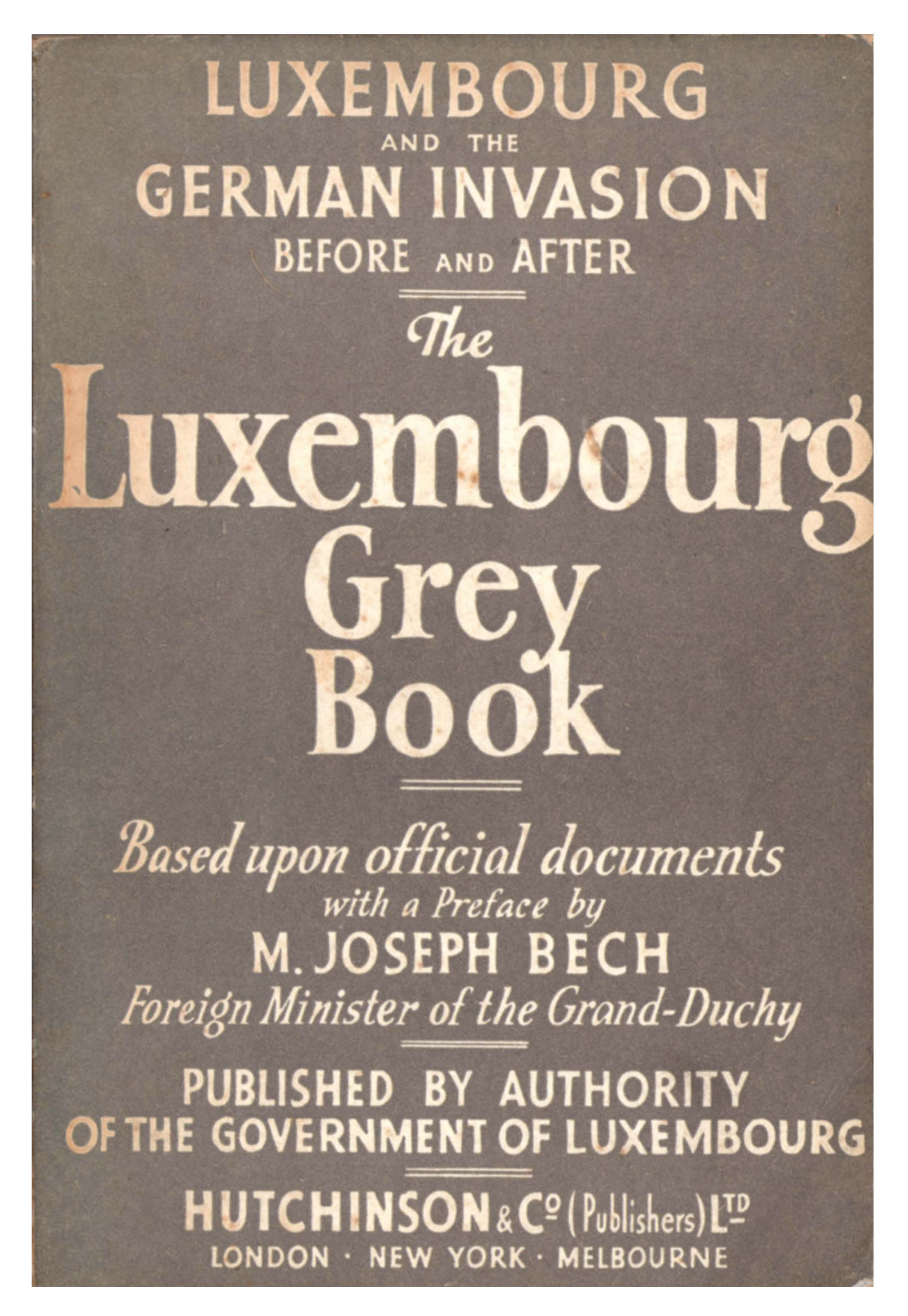
Première de couverture de The Luxembourg Grey Book: Luxembourg and the German Invasion, Before and After publié en 1942 par le gouvernement luxembourgeois à Londres avec une préface de Joseph Bech.

La première réaction du gouvernement en exil sera de protester contre la violation de l’indépendance et de la neutralité luxembourgeoise par l’Allemagne et d’invoquer le secours de la France et de la Grande-Bretagne. En choisissant de s’exiler, d’abord en France et finalement en Grande-Bretagne et au Canada, le gouvernement luxembourgeois abandonne sa traditionnelle politique de neutralité et entre dans le camp des pays qui sont en guerre contre les puissances de l’Axe. Malgré son exiguïté, le Luxembourg adhère aux grands accords qui soudent l’effort de guerre des Alliés et jettent les fondements de l’après-guerre. Ainsi, le Luxembourg signe les déclarations de St James’s Palace (12 juin 1941) et de Washington (1er janvier 1942), adhère à la Charte atlantique (14 août 1941) et participe à la conférence de Bretton Woods (juillet 1944) qui met en place un nouveau système monétaire international. Le gouvernement a tiré les leçons de la Première Guerre mondiale. Toute l’action diplomatique est dirigée vers un seul but : assurer la survie du pays, empêcher qu’une « question luxembourgeoise » ne naisse à l’issue de la guerre, faire admettre le Luxembourg comme un allié à part entière malgré la faiblesse de son apport militaire. En 1944, le gouvernement réussit même à fournir une modeste contribution à l’effort militaire des Alliés en créant la Luxembourg Battery, composée de volontaires luxembourgeois et intégrée dans la brigade belge Piron. Au cours de la guerre, le gouvernement développe une politique de communication très active destinée à la fois à faire entendre la voix du Luxembourg dans le concert des Nations unies et soutenir le moral de la population
luxembourgeoise qui subit le régime de terreur de l’occupant. Il publie un Grey Book, place des articles dans la presse anglo-saxonne et obtient des émissions en langue luxembourgeoise à la BBC. La cause du Luxembourg profite aussi grandement du prestige dont la grande-duchesse jouit auprès du président américain Roosevelt. Au cours de l’exil, la famille grand-ducale est à plusieurs reprises invitée à la Maison-Blanche.
La guerre rapproche la Belgique et le Luxembourg. L’UEBL avait connu de nombreuses crises pendant l’entre-deux-guerres. Désormais, face au péril, les liens économiques et
monétaires se resserrent à nouveau entre les deux pays. Recourant aux ressources du Congo, la Belgique prête une importante assistance financière au gouvernement luxembourgeois. Celui-ci était privé de tous moyens propres puisque la réserve d’or de l’État, qu’il avait confiée à la Banque nationale de Belgique en 1938-1939, était tombée aux mains de l’envahisseur. Au fur et à mesure que la Libération s’annonce, les deux gouvernements préparent le rétablissement de l’UEBL. Le 31 août 1944, ils concluent à Londres un avenant qui restaure la parité du franc belge et du franc luxembourgeois. Les deux partenaires envisagent même un élargissement de leurs rapports en signant la convention du Benelux avec les Pays-Bas, le 5 septembre 1944.

## La politique intérieure
Un problème majeur qui se pose au gouvernement en exil est l’accueil des réfugiés luxembourgeois ayant réussi à gagner l’Angleterre. Au lendemain de la guerre, nombreux
sont ceux qui reprochent au gouvernement de n’avoir pas fait assez d’efforts pour les secourir ou les aider à rejoindre les îles Britanniques, comme ceux qui sont restés bloqués dans le Sud de la France et dans des camps en Espagne.
L’exil est l’occasion pour le gouvernement de réfléchir sur l’avenir de la société luxembourgeoise. Ce sont surtout les deux ministres socialistes, qui se sentent un peu écartés de la politique étrangère menée par Bech et Dupong, qui tentent de trouver des solutions aux problèmes intérieurs de l’après-guerre. Victor Bodson prépare une réforme judiciaire en vue de poursuivre et de juger les collaborateurs. Pierre Krier, de son côté, multiplie les contacts avec les syndicalistes anglais et les responsables du parti travailliste. Le ministre luxembourgeois du Travail et de la Prévoyance sociale découvre les idées du welfare state et s’enthousiasme pour le plan Beveridge. Rêvant d’un « nouveau Luxembourg », il développe des projets qui prévoient l’introduction de la Sécurité sociale pour tous. Même si certaines dissensions au sein du gouvernement en exil rappellent les vieilles luttes idéologiques de l’avant-guerre, tous ses membres veulent éviter une nouvelle crise sociale et politique, à l’instar de celle qui avait suivi la Première Guerre mondiale.

## Héritage
Le bâtiment à Londres où le gouvernement luxembourgeois en exil avait son quartier général, No. 27 Wilton Crescent, reste à ce jour l'ambassade de Luxembourg au Royaume-Uni.